# Ист Макиспорт (Пенсилванија)
Ист Макиспорт (енгл. East McKeesport) град је у америчкој савезној држави Пенсилванија.

## Демографија
По попису из 2010. године број становника је 2.126, што је 217 (-9,3%) становника мање него 2000. године.
| Група             | 2000.         | 2010.         |
| Белци             | 2.226 (95,0%) | 1.878 (88,3%) |
| Афроамериканци    | 67 (2,9%)     | 149 (7,0%)    |
| Азијати           | 3 (0,1%)      | 6 (0,3%)      |
| Хиспаноамериканци | 16 (0,7%)     | 39 (1,8%)     |
| Укупно            | 2.343         | 2.126         |